# Ryan Merriman
Ryan Earl Merriman (Choctaw, Oklahoma, 1983. április 10.) amerikai színész. Karrierje tíz éves korában kezdődött. Ismertebb szerepei Jake Pierce A kör 2. című filmből, Kevin Fischer a Végső állomás 3.-ból és Ian Thomas a Hazug csajok társasága sorozatból.

## Élete
Az oklahomai Choctaw-ban született. Szülei Earl és Nonalyn Merriman. Van egy nővére, Monica.
Első szerepe az 1993-tól 1995-ig futott The Mommies című sorozatban volt.

## Magánélete
Első felesége Micol Duncan volt, akivel 2004-től 2011-ig volt együtt. 2012. január 1.-jén kezdett járni Kristen McMullen-nel. 2018 júliusában kislányuk született. Ryan és Kristen 2014 szeptemberében házasodtak össze.

## Filmográfia

### Film
| Év   | Magyar cím              | Eredeti cím                       | Szerep                                            | Magyar hang     |
| ---- | ----------------------- | --------------------------------- | ------------------------------------------------- | --------------- |
| 1999 | Tíz elveszett év        | The Deep End of the Ocean         | Benjamin "Ben" Cappadora / Sam Karras - 12 évesen | Szvetlov Balázs |
| 1999 |                         | Just Looking                      | Lenny Levine                                      |                 |
| 2002 | Delfinbarátok           | A Ring of Endless Light           | Adam Eddington                                    |                 |
| 2002 | Halloween – Feltámadás  | Halloween: Resurrection           | Myles "Deckard" Barton                            | Hamvas Dániel   |
| 2003 |                         | Spin                              | Eddie Haley                                       |                 |
| 2005 | A kör 2.                | The Ring Two                      | Jake Pierce                                       | Hamvas Dániel   |
| 2006 | Végső állomás 3.        | Final Destination 3               | Kevin Fischer                                     | Hamvas Dániel   |
| 2007 | Ki nyeri a bajnokságot? | Home of the Giants                | Matt Morrison                                     |                 |
| 2009 |                         | Wild Cherry                       | Stanford Prescott                                 |                 |
| 2010 |                         | The 5th Quarter                   | Jon Abbate                                        |                 |
| 2011 |                         | Tomorrow's End                    | Vince                                             |                 |
| 2012 |                         | Cheesecake Casserole              | Andy                                              |                 |
| 2012 |                         | Attack of the 50 Foot Cheerleader | Kyle                                              |                 |
| 2013 |                         | Dose of Reality                   | Matt                                              |                 |
| 2013 | A 42-es                 | 42                                | Dixie Walker                                      | Horváth Illés   |
| 2015 |                         | The Last Rescue                   | Griggs ejtőernyős                                 |                 |
| 2016 |                         | Fortune Cookie                    | Bryce                                             |                 |
| 2016 |                         | The Congressman                   | Jared Barnes                                      |                 |
| 2016 |                         | A Sunday Horse                    | Jonathan Collier                                  |                 |
| 2016 |                         | Domain                            | Denver                                            |                 |
| 2017 | Két év szerelem         | 2 Years of Love                   | John Grey                                         |                 |
| 2017 |                         | Distortion                        | Vincent Baker nyomozó                             |                 |
| 2018 | Jurassic viadal         | The Jurassic Games                | A házigazda                                       |                 |
| 2019 |                         | Sunny Daze                        | Mel                                               |                 |
| 2019 |                         | Portal                            | Steven                                            |                 |
| 2020 |                         | Robot Riot                        | Shane                                             |                 |
| 2022 |                         | Out of Exile                      | Brett Solomon ügynök                              |                 |
| 2024 |                         | Model House                       | szomszéd                                          |                 |
| 2025 |                         | Diamond Rose                      | Tyson                                             |                 |

## További információ
- Hivatalos oldal
- Ryan Merriman a PORT.hu-n (magyarul)
- Ryan Merriman az Internetes Szinkronadatbázisban (magyarul)
- Ryan Merriman az Internet Movie Database-ben (angolul)
- Ryan Merriman a Rotten Tomatoeson (angolul)